# Mangaåret 2007

## Manga på svenska
Följande är en lista på mangaserier som kom ut på svenska med en eller flera delar under år 2007. Titlar som är märkta med asterisk (*) har getts ut av förlaget Mangismo som från och med juli månad har gjort ett uppehåll i utgivningen, efter det att förlaget hamnat på ekonomiskt obestånd. Uppehållet varade året ut och berörda serier, med undantag av Basara och Gravitation, kommer att övertas av Egmont Kärnan under 2008 istället.
| Basara*                     | 3-5 (övergiven)  |
| Chrono Crusade*             | 2-5              |
| Emma                        | 6-7 (komplett)   |
| Fullmetal Alchemist         | 1-7              |
| Fushigi Yugi                | 16-18 (komplett) |
| Gravitation*                | 8-11 (övergiven) |
| Hellsing*                   | 4-6              |
| Inu Yasha                   | 16-27            |
| Kare first love*            | 6-8              |
| Keroro - grodan från rymden | 6-11             |
| Magic Knight Rayearth       | 6 (komplett)     |
| Mästerdetektiven Conan      | 28-39            |
| Naruto                      | 4-7              |
| Neon Genesis Evangelion     | 10 (övergiven)   |
| Oh! My Goddess              | 1-4              |
| One Piece                   | 36-40            |
| Samurai Deeper Kyo*         | 17-22            |
| Shirley                     | 1 (komplett)     |
| Shaman King                 | 1-4              |
| Sugar Sugar Rune            | 3-6              |
| Vampire Game*               | 9-11             |
| ×××HOLiC                    | 4-9              |
| Yu-Gi-Oh!                   | 13-20            |

- Manga Mania 1-8/2007 (nedlagd)
- Shonen Jump 1-11/2007 (nedlagd)
- Shojo Stars 1-3/2007
- Gratis reklampocket "Smygtitt Manga 2007-2008" med utdrag ur serier som publiceras/publicerats av Bonnier Carlsen.

## Manhwa på svenska
Följande är en lista på manhwaserier som kom ut på svenska med en eller flera delar under år 2007.
| Chronicles of the Cursed Sword | 3-8              |
| One                            | 5-9              |
| Ragnarök                       | 10 (komplett)    |
| Rebirth                        | 9-13             |
| Snow Drop                      | 10-12 (komplett) |

## Pseudomanga på svenska
Följande är en lista på pseudomanga som kom ut på svenska med en eller flera delar under år 2007. 
| Peach Fuzz (amerikansk manga) | 1-2   |
| W.i.t.c.h. Sagan              | 13-15 |

- W.i.t.c.h. 1-18/2007
- Gratispocketen "Mangatalangen - Vinnarna 2007" med vinnarna i den svenska tävlingen "Mangatalangen" utgiven av Bonnier Carlsen.